# Сублитораль
Сублитораль, или эпибенталь, — прибрежная экологическая зона дна Мирового океана, лежащая в границах материкового шельфа между линией наибольшего сизигийного отлива и внешней границей шельфа. Термин «сублитораль» образован двумя латинскими словами — приставкой sub- — под- и словом litoralis — береговой.

## Зона континентального шельфа
Сублитораль разделяют на две подзоны — верхнюю сублитораль с нижней границей, проходящей на глубине 6—10, иногда 25 м, и нижнюю сублитораль. В верхней сублиторали, хорошо освещённой солнцем (эвфотическая зона), обычно преобладают растительные гидробионты, а в тропической зоне — и рифообразующие кораллы. В нижней сублиторали, относящейся в значительной мере к дисфотической зоне, по биомассе преобладают донные живые организмы. Общепринятой чёткой схемы вертикального биологического деления дна океана даже в пределах материковой отмели не существует, поэтому определения зоны сублиторали и её максимальные глубины варьируют в разных источниках. Нередко нижнюю границу сублиторальной зоны относят к максимальным глубинам от 40—50 м в северных морях, до 200, а иногда и 500 м — в тропических морях с высокой степенью прозрачности воды. Иногда нижнюю границу сублиторали привязывают к нижней границе распространения прикреплённых водорослей-макрофитов (фиталь). Средняя глубина нижней границы сублиторали проходит по изобате около 130—140 м.

Сублитораль граничит в своей верхней части с литоралью, вместе с которой они занимают весь континентальный шельф, или материковую отмель, а в нижней — с батиалью, соответствующей материковому склону. Ширина сублиторали варьирует в зависимости от ширины шельфа и может составлять от нескольких десятков или сотен метров (юго-западная часть Берингова моря, Охотское море, Чёрное море) до  нескольких сотен километров, как в северо-восточной части Берингова моря и у восточного побережья Южной Америки в районе аргентинской Патагонии. Наибольшая ширина шельфа (сублиторали) — до 1400 км наблюдается у арктического побережья Канады в районе Канадского Арктического архипелага и на севере Европы в Баренцевом море — до 1000 км. Общая площадь сублиторали занимает 27,5 млн км², или 7,6 % площади Мирового океана.
Значительные по площади участки сублиторали, которые также рассматривают как шельфовые зоны, могут присутствовать и у, так называемых, микроконтинентов — плато Мадагаскара, Сейшельской банки и банки Сая-де-Малья в Индийском океане, и в районе Новозеландского плато в Тихом океане, которые характеризуются сходным с континентами строением земной коры с гранитным слоем.  
Экологические условия в сублиторали и соответствующей ей неритической зоны пелагиали, по сравнению с зоной открытого океана, являются наиболее оптимальными для жизни множества морских организмов. Для вод сублиторали характерен широкий диапазон колебаний температуры и солёности. Здесь имеется достаточное количество биогенных веществ, а также поддерживаются благоприятные для жизни гидрологический, температурный и газовый режимы. Благодаря этому сублитораль является самой богатой по биоразнообразию частью шельфа, на которую приходится максимальная биомасса донных растений и бентических животных, достигающая в верхней подзоне 10—15, а порой и 20—30 килограммов на 1 м² площади дна, а в нижней подзоне — от нескольких граммов до 100—300 г/м², а иногда до 700 г/м². Здесь же находится и самая богатая в рыбопромысловом отношении зона Мирового океана, в которой сосредоточено до 80 % всех рыбных запасов и где добывается (по данным на 1969 г.) около 12,5 млн т рыбы и 4,5 млн т нерыбных продуктов.

## Бесшельфовые зоны
Для названия соответствующей сублиторали прибрежной зоны «шельфа» океанических вулканических островов и подводных поднятий (подводные хребты и гайоты) глубиною менее 200 м, нижние подводные склоны которых относятся к талассобатиали, а прибрежная пелагиаль — к псевдонеритической зоне, применяется эквивалентный термин —  талассосублитораль, или талассоэпибенталь. 
Термин «сублитораль» применяется также в некоторых схемах экологической зональности дна озёр.  